# HMS Rover (1874)
La HMS Rover, settima nave da guerra della Royal Navy britannica a portare questo nome, è stata una corvetta ad elica. Costruita nei cantieri Thames Shipbuilding, venne impostata il 1º gennaio 1872, varata il 12 agosto 1874 ed entrò in servizio l'anno successivo. Venne radiata nel 1893.
A bordo del Rover ha servito anche Robert Falcon Scott.